# 处方

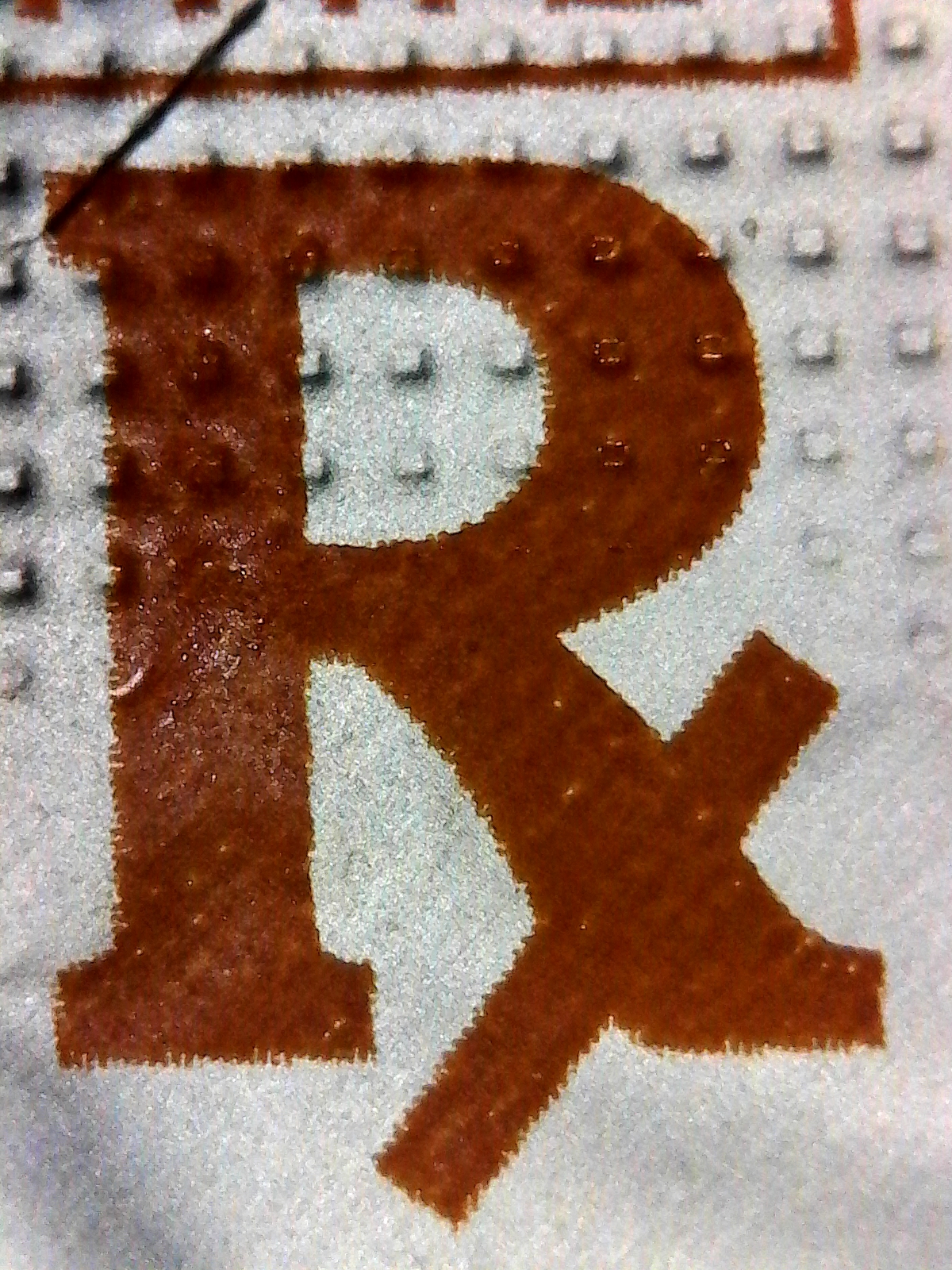
印在泡罩包裝上的 ℞, 表示這是種處方藥.

處方（英語：Medical prescription），通常用℞或是Rx縮寫的形式來表示，是醫生或其他註冊醫療衛生專業人員與藥師之間的書面溝通方式，讓藥師得到授權，為特定的患者調配特定的處方藥。寫處方而交付調劑的單張，稱為處方箋。在香港，處方箋又稱為「醫生紙」。
在古代歷史的資料，這是醫生指示藥劑師傅，根據列出的材料調製成治療藥品——℞這個符號（一個R的大寫字母 ，在右下角加個交叉，表示是個縮寫的字）出自中世紀拉丁語：Recipere (Take thou )，是第一個用來表達處方（採用材料清單，用來調製，做治療之用）的字。此符號收錄於Unicode的基本多文种平面區段內：U+211E ℞ PRESCRIPTION TAKE。

## 格式和定義
要讓溝通文件被接受而成為合法的醫療處方，這種文件需要由合格的牙醫、高級執業護士、醫生、精神科醫師、外科醫生或獸醫所提供，所開的藥物屬於他們各自的執業範圍之內。。
處方也可輸入電子健康紀錄，並以電子方式傳輸到藥房。或者，處方也可利用手寫方式寫在預先印好的處方表格上，或者使用印表機列印在空白紙張，或是事先印製的表格之上。有時候，處方可通過電話，由醫生口頭傳達給藥劑師；但這種做法可能會增加醫療疏失發生的風險。處方的內容包括處方提供者的姓名和地址，以及其他法律要求的資料，例如註冊號碼（其中包括美國緝毒局（DEA）編號），患者姓名。在英國和愛爾蘭，患者的姓名和地址都必須列入。每張處方必須標明製作日期，一些司法管轄區會設定處方有效期限。 過去，處方中會因特殊需要而包含指示藥劑師調配藥物的說明，但現在大多數處方內的藥品都是藥廠製造，無需藥劑師調配（請參考調配中#History的部分）。處方還包含提示患者服藥注意事項。詳細說明則會印在藥品的仿單標示上。
“處方”這個名詞，來自“pre-”（“之前”）和“script”（“書寫，書寫”），即表明處方是為配藥所下的指示。

## 內容
每個處方都包含開立者的簽名，處方適用的患者，以及治療目的。在某些司法管轄區、對於藥物類型或患者群體需要加入更多訊息，將在下面敘述。

### 藥物生物等效性和非替代性
許多品牌藥品都有價格相對便宜的通用名藥物替代品，這些替代品在治療和生化上是等效的。處方會包含開藥者是否允許藥劑師使用通用名藥物作替代的訊息。有關這類是否允許，會有幾種表達的方式。在某些司法管轄區，在預先印好的處方表格內有兩行簽名處：一行下面印有“僅按指示配藥”；另一行在下面則印有“允許替代”。有些則在“僅按指示配藥”旁有個預印的框，供開藥者打勾（但任何能接觸到處方箋的人都可輕易打勾）。在其他司法管轄區，規定要求開藥者手寫以下短語，如：“僅按指示配藥”、“DAW”（Dispense as Written，僅照指示配藥）、“僅配品牌藥”、“不可替代”、“不得替代”、“醫學上必要”、“不得互換”。英國國民保健署（National Health Service，DHS）提醒醫生，開立更多通用名藥物，而非品牌藥，可為整體醫療衛生省下更多的經費。

### 兒童處方
在某些司法管轄區，法律要求在處方中必須列出兒童的年齡。 對於小兒科處方，如果患者小於12歲，則需包括孩子的年齡，如果加上孩子的體重會有幫助。

### 標示和說明
美國的處方通常有一個“標示”框。如果打勾，就是指示藥劑師為藥物貼上標示，表示除服用的說明外，還會提供更多關於處方的訊息。否則，患者只需根據指示用藥。一些開藥者會更進一步提供藥品針對的適應症給患者和藥劑師；即表示正在治療什麼病症。這樣做有助於藥劑師檢查，因為許多常見的藥品可用在多種病症的治療。一些處方會指定是否允許“重複”拿藥（或稱“補充”），以及允許重複的次數；也就是說，患者無需再次取得處方，即可獲得更多相同的藥物。法規可能會限制對某些藥品做重複取藥。

## 撰寫處方

### 開立處方的權力
國家，或是地方（例如美國的州或是加拿大的省）會立法，以規定何者有開立處方的權力。在美國，醫生（醫學士（M.D.）、骨科醫學士（D.O.）、或足科醫生（D.P.M.）有最廣泛的開立處方權力。美國所有50個州和哥倫比亞特區都允許經過認證的助理醫生 (PA) 開立處方（在某些州，會限制他們開立受控制物質處方的權力）。美國所有50個州和哥倫比亞特區、波多黎各、和關島都允許註冊執業護士和其他高級執業護士（如助產護理師）開立處方（在某些州，會限制他們開立受控制物質處方的權力）。許多其他醫療衛生專科在他們的專業領域也有開立處方的權力。獸醫和牙醫在美國所有50個州和哥倫比亞特區都可開立處方。美國一些州允許臨床藥劑師通過使用藥物處方集或合作協議來開立處方。佛羅里達州的藥劑師可根據有限的一組藥物表開立處方。 在美國各州，驗光師都可為治療某些眼部疾病來開立處方，還可開立眼鏡處方讓人們配上眼鏡和隱形眼鏡。以視力矯正。 美國的幾個州已經通過推動心理師開立處方權力（RxP）立法，允許臨床心理學專家（註冊醫療心理學家，同時受過專業開立處方訓練）有開立治療情緒和精神障礙藥物的權力。
英國在2013年8月變更立法，允許物理治療師和足科醫生，在他們的專業和勝任能力之內，開立處方，治療相關疾病。 

### 現行處方
一些司法管轄區允許某些醫生（有時是政府官員，如州衛生部長，有時是當地診所或藥房的醫生）開立“現行處方”（standing orders），這種處方適用到社會中每個人。對於開立這種處方有標準作業程序，以確定是否需要對眾人給藥，以及如何安全給藥。這些處方通常用於授權某些人去進行預防性、低風險、或是緊急護理，這樣做可避免為眾多的個別患者開立處方，增添工作負擔，譬如疫苗接種、預防蛀牙、執行生育控制、治療感染性疾病，和救治藥物過量使用者。
中華人民共和國（PRC）衛生部和國家中醫藥管理局制定的《處方管理辦法（試行）》從2004年9月1日起正式實施。《處方管理辦法》於2006年11月27日經衛生部部務會議討論通過自2007年5月1日起施行。根据《處方管理辦法》第二條規定：
本办法所称处方，是指由注册的执业医师和执业助理医师（以下简称医师）在诊疗活动中为患者开具的、由取得药学专业技术职务任职资格的药学专业技术人员（以下简称药师）审核、调配、核对，并作为患者用药凭证的医疗文书。处方包括医疗机构病区用药医嘱单。 
中華民國（ROC）的修正後“管制藥品管理條例”（修正日期：2017年6月14日)中第8條曾提及“處方箋之格式、內容，由中央衛生主管機關訂定公告，並刊登政府公報”。目前尚未見公告。

### 辨識手寫處方筆跡
醫生難以辨識的手寫筆跡，有時會導致配藥發生錯誤。在美國，每年至少有 7,000人因受到難以辨認的處方筆跡影響，而間接導致死亡。
一些司法管轄區立法要求處方的筆跡要書寫清晰，以及容易辨識-美國佛羅里達州規定“清晰書寫，或是打字”安全醫學研究所（Institute for Safe Medication Practices）主張把手寫處方的做法完全淘汰。市面已有許多設備，可利用電子方式讀取醫生的筆跡，例如光學字元辨識、keyword spotters、和“本文情感分析”方式，但總體趨勢是逐漸轉向電子健康記錄和電子處方的使用，手寫處方將會被取代。在英國的NHS，目前僅餘的紙本處方幾乎全是由電腦透過印表機列印，並且醫生和藥房之間透過電子（而非紙本）交換資訊已是常態。

### 避免歧義的約定
多年來，開處方者已制定出許多處方書寫的慣例，目的是避免歧義或誤解。這些慣例包括：
- 謹慎使用小數點，以避免歧義：
  - 避免使用不必要的小數點：譬如處方寫為5mL（毫升），而不寫為5.0mL，避免5.0會被誤認為50。
  - 一定在小數點之前加上個零：例如0.5，而不寫為 .5，避免把.5誤認為 5。
  - 避免在小數的尾巴加個零：例如0.5，而不寫為.50，或是0.50，避免把.50誤認為50。
- 使用完整英文寫下指示（之後可列出一些常見的拉丁語縮寫）。
- 直接寫出劑量，或是透過使用頻率及期間，間接表達出劑量。
- 如果說明寫的是“根據需要”，就一定要標明數量。
- 在可能的情況下，使用說明應標明時間（上午7點、下午3點、晚上11 點）而不是簡單的寫成頻率（每天3次），對於口服藥物和膳食有關係的，更應注意。
- 使用不褪色墨水。
- 避免使用語意模糊的“茶匙”或“湯匙”等單位。
- 同時運用阿拉伯數字和文字表達數量（例如“#30（参拾）”），如同在銀行匯票（英语：Banker's draft）或支票上的寫法一樣。
- 不鼓勵使用藥劑師傅單位（英语：Apothecaries' system）/常衡單位和計量符號-如品脫 (O)、盎司 (℥)、打蘭 (ℨ)、吩（scruple）(ℨ )、格令 (gr) 和米凝（英语：Minim (unit)） (♏︎')-避免發生混淆的機會。應始終使用公制單位。
- 代表度數(°) 的符號，通常可用作是“小時”的縮寫（例如，“q 2-4°”表示每2至4小時），因為它可能與讓人誤認為“0”（零），不要使用。此外，也不鼓勵把這個度數符號用於表達一級、二級、和三級（1°、2°、和3°），因為它可能會與數量（即10、20 、和30）混淆。
- 微克的縮寫是mcg，而不要寫成µg（如果手寫的話，很容易被誤認為mg（毫克））。即便如此，藥劑師也必須提高警覺，避免開處方者因一時疏忽，而開出過量或不足的劑量。

### 縮寫
許多縮寫字源自拉丁語短語。醫院內自設藥房會用到較多的縮寫，有些屬於不同醫院所獨有。不同的司法管轄區各有其不同的縮寫慣例。載有不遵守當地縮寫慣例的處方，可能會被認為是偽造的。
一些曖昧的縮寫，或者書面形式的縮寫，可能會與其他內容混淆者，應避免使用。雖然有處方縮寫用字列表可供參考。但凡是縮寫，都會增加混淆和誤解的風險，應謹慎使用。

## 非處方藥處方
開藥者也可開出不需處方的非處方藥，和非受管制的醫療用品（例如敷料）。根據有些司法管轄區的醫療系統，會有在處方中開出非處方藥的機會，因為只有在醫生的指導下使用非處方藥時，才可向藥物福利計劃報銷費用。英國的NHS對於處方，或是免費，或是對於每件處方收取固定的費用；患者拿到處方，就不必用比較高的市價購買該項藥品。
有些醫療電腦軟體需要處方才能獲得。
立法把某些醫療器械定義為“處方器械”。此類器械只能在有授權人員的監督下使用，並且此類監督是透過開立處方做記錄。
在某些司法管轄區，皮下注射器與常規醫療立法分開管理，它被當作是使用非法藥物的附件，而單獨歸為一個特殊類別以作監管。此類立法通常僅允許透過處方而取得注射器。

## 歷史
處方的概念可追溯到人類久遠的文字歷史。當有藥品，又有文字來記錄藥品的準備和使用，處方即已存在。 
現代的處方實際上是種“即席處方”（來自拉丁語ex tempore，“at/from the time”），意思是針對罹患特定疾病的特定患者而當場開出的處方。這種處方與用於治療一般疾病的通用處方（非即席處方）不同。現代處方隨著藥劑師與醫生的分業（醫藥分業）而發展。
在現代處方的正式定義發生之前，處方在傳統上由四個部分組成：上標題（superscription）、撰寫內容（inscription）、指示（subscription）、和簽名（signature）。
“上標題”部分包含處方的日期和患者資訊（姓名、地址、年齡等）。符號“℞”將上標題與撰寫內容部分分開。這種排列，“℞”是處方的象徵，或者字面意思是命令式的“採用！”這是執業醫師對藥劑師的告誡，“我希望病人有以下藥物”換言之，“採用以下成分，為病人配製藥物”。
“撰寫內容”部分為藥物定義。並進一步包括下列的一部分，或是全部：]
- 用做治愈（curare）的基礎或主要成分
- 輔助治療，促使加速治癒的佐劑（cito）
- 防止或減輕任何不良影響的糾正成分（tuto）
- 一種具有賦型作用的工具或促進劑，讓給藥順利，並讓患者感到愉悅（jucunde）

“指示”部分包含給藥劑師的配藥說明。可能是調製，或是數量說明。
簽名部分包含對患者的指示，並加上開藥者的簽名。
現代教科書中的示例處方通常表示如下：
℞: 藥品
Disp.: 配藥指示
Sig.: 對患者指示

## 運用科技
處方是開處方者、藥劑師和患者，三者之間資訊溝通方式，因此可應用資訊科技達成目的。現有的資訊科技已足夠把處方列印出來。一些醫院的資訊系統把醫院內的開立書面處方功能摒棄。有人建議使用IC卡或互聯網讓開處方者能安全的把處方傳輸給藥劑師。 
在電腦化的藥房，紙本處方的資訊被轉儲存進數據庫裡面。而紙本處方本身，基於儲存和法律規定的因素，被存放在儲藏庫房。連鎖藥房的每個分店通常透過電腦網路與公司總部連線。在一家分店拿藥的人，可在連鎖店的任何一家分店補充取藥，也可以在任何分店取得新處方的資訊。
有些網路藥房可透過互聯網為客戶提供服務，允許用戶選擇到特定的藥房取藥。
許多藥房現在可提供服務，把補充處方藥直接運送到患者家中。他們還提供郵寄服務，患者把新處方的正本和簽名文件寄到藥房，然後藥房會將配好的處方寄給患者。
對藥廠而言，藥房資訊系統是十分有價值的資訊來源，因為這個系統包含開處方者的開藥習慣資訊。從這兒做數據挖掘是一個發展中的專業領域。 
許多開處方者缺乏數據化的系統以減少他們手寫處方所發生的錯誤。為減少這些錯誤，有研究人員開發出改良式處方表格，提示開處方者，要他們提供各項要素以達成開立正確處方的目的。這種改良式的表格還包含預先定義的選項，例如開處方者可圈選，而不用書寫常用的數量、單位、和使用頻率。這樣做被認為可減少錯誤，尤其是在遺漏，還有和筆跡的問題，這樣的做法正被積極評估之中。

### 註記
1. ↑  Second person singular imperative form of  meaning "receive" or "take".[2]
2. ↑  Compare with Pound sign#Origin. Transliteration as Rx is ubiquitous but erroneous, it is not an x.
3. ↑  Folk theories about the origin of the symbol '℞' note its similarity to the Eye of Horus,[3][4]or to the ancient symbol for Zeus or Jupiter, (♃), gods whose protection may have been sought in medical contexts.[5]No objective evidence has been produced for these theories.

### 文獻
1. 1 2  . Merriam Webster. 19 December 2019  [2021-07-14]. （原始内容存档于2021-04-22）. a 16th-century symbol, the letter R with a line through its slanted leg-the line signaling that the "R" is functioning as an abbreviation.
2. ↑  . cactus2000.de.   [2019-12-19]. （原始内容存档于2021-04-29）.
3. ↑  Eye of Horus, Eye of Ra (Udjat, Wedjat) 的存檔，存档日期October 12, 2007，.
4. ↑  . Egyptphoto.ncf.ca.   [2012-02-13]. （原始内容存档于2020-10-03）.
5. ↑  Amy Beth Dukoff. . Endomail.com.   [2014-01-02]. （原始内容存档于2013-10-03）.
6. ↑  Oxford English Dictionary, articles on the letter "R" (sense 14b) and the word "recipe."
7. ↑   (PDF). COMMONWEALTH OF MASSACHUSETTS BOARD OF REGISTRATION IN MEDICINE. 8 October 2015  [30 May 2021]. （原始内容存档 (PDF)于2021-04-26）.
8. ↑  . apps.who.int.   [26 March 2018]. （原始内容存档于2014-01-02）.
9. ↑  . Epilepsy.com/Professionals. 2007-04-25  [2014-01-02]. （原始内容存档于2014-01-02）.
10. ↑  Medicines Optimisation Team.  (PDF) (报告). Greater Manchester Health and Care Commissioning. April 2019  [26 May 2020]. （原始内容存档 (PDF)于2020-10-03）.
11. ↑  . BNF. （原始内容存档于July 1, 2003）.
12. ↑  . Patient.info. 26 January 2015  [30 May 2021]. （原始内容存档于2021-08-13）.
13. ↑  Davis, T. . Comprehensive Care Clinic. August 30, 2005  [2014-01-02]. （原始内容存档于2014-01-28）.
14. ↑  . Washington State Department of Health.   [2021-07-14]. （原始内容存档于2021-06-12）.
15. ↑  . Medscape. December 14, 2009  [2021-07-14]. （原始内容存档于2017-09-18）.
16. ↑  Batey MV, Holland JM. . American Journal of Public Health. March 1985, 75 (3): 258–62. PMC 1646172 . PMID 3976950. doi:10.2105/AJPH.75.3.258.
17. ↑  . The New York Times. May 2, 1986  [2014-01-02]. （原始内容存档于2021-07-11）.
18. ↑  . 23 December 2001  [26 March 2018]. （原始内容存档于23 December 2001）.
19. ↑  . The Pharmaceutical Journal. 20 August 2013, 291: 174  [2021-07-14]. doi:10.1211/PJ.2013.11124528. （原始内容存档于2020-11-23）.
20. ↑  .   [2021-07-14]. （原始内容存档于2021-07-09）.
21. ↑  .   [2021-07-14]. （原始内容存档于2021-07-11）.
22. 1 2   (PDF).   [2021-07-14]. （原始内容存档 (PDF)于2021-08-21）.
23. ↑  .   [2021-07-14]. （原始内容存档于2021-04-02）.
24. ↑   (PDF).   [2021-07-14]. （原始内容存档 (PDF)于2021-03-21）.
25. ↑  Oregon Center for Nursing.  (PDF).   [2021-07-14]. （原始内容存档 (PDF)于2021-07-09）.
26. ↑  .   [2021-07-14]. （原始内容存档于2017-01-20）.
27. ↑   (PDF).   [2020-04-16]. （原始内容存档 (PDF)于2021-01-08）.
28. ↑  . ottawacitizen.com. 2012-11-23  [2021-07-14]. （原始内容存档于2021-07-11）.
29. ↑  Caplan, Jeremy. . Time. 2007-01-15  [2019-05-06]. ISSN 0040-781X. （原始内容存档于2019-11-06） （美国英语）.
30. ↑  Charatan, Fred. . BMJ : British Medical Journal. 1999-12-11, 319 (7224): 1519. ISSN 0959-8138. PMC 1117251 . PMID 10591699. doi:10.1136/bmj.319.7224.1519.
31. ↑  . Florida Statutes.   [2022-01-28]. （原始内容存档于2019-05-07）.
32. ↑  .   [2021-07-14]. （原始内容存档于2021-08-17）.
33. ↑  . Institute for Safe Medication Practices. 2000. （原始内容存档于4 October 2017）.
34. ↑  Dhande, Pritam S.; Kharat, Reena. . 2017 International Conference on Computing, Communication, Control and Automation (ICCUBEA). August 2017: 1–5. ISBN 978-1-5386-4008-1. S2CID 52287243. doi:10.1109/ICCUBEA.2017.8463842.
35. ↑  Roy, Partha Pratim; Bhunia, Ayan Kumar; Das, Ayan; Dhar, Prithviraj; Pal, Umapada. . Expert Systems with Applications. 2017-06-15, 76: 113–128. ISSN 0957-4174. doi:10.1016/j.eswa.2017.01.027 （英语）.
36. ↑  Chen, Qi; Gong, Tianxia; Li, Linlin; Tan, Chew Lim; Pang, Boon Chuan. . 2010 12th International Conference on Frontiers in Handwriting Recognition. November 2010: 45–50. ISBN 978-1-4244-8353-2. S2CID 18433195. doi:10.1109/ICFHR.2010.121.
37. ↑  Robaina Bordón, J. M.; Morales Castellano, E.; López Rodríguez, J. F.; Sosa Henríquez, M. . Revista de Osteoporosis y Metabolismo Mineral. December 2014, 6 (4): 122–126. ISSN 1889-836X. doi:10.4321/S1889-836X2014000400008 .[]
38. ↑  . NHS. 2 April 2020  [26 May 2020]. （原始内容存档于2021-08-14）.
39. ↑  . BNF. （原始内容存档于August 16, 2003）.
40. ↑  . 9 July 2000  [26 March 2018]. （原始内容存档于9 July 2000）.
41. ↑  Teichman PG, Caffee AE.  (PDF). Family Practice Management. 2002, 9 (7): 27–30  [2010-01-22]. PMID 12221761. （原始内容存档 (PDF)于2020-07-09）.
42. ↑  . Focus on Disability. April 2021  [16 April 2021]. （原始内容存档于2021-07-04）. Prescription charges for English residents will be £9.35 per item ... Scotland, Wales, and Northern Ireland have abolished prescription charges.
43. ↑  Ferdman, Roberto A. . Quartz (publication). Atlantic Media.   [6 January 2014]. （原始内容存档于2021-07-11）.
44. ↑  . U.S. Food and Drug Administration (FDA). 2009-04-01  [2014-01-02]. （原始内容存档于2021-07-11）.
45. ↑  . Illinois Compiled Statutes.   [2021-07-14]. （原始内容存档于2020-11-22）.
46. ↑  [file:///Users/Thomas/Desktop/7_1_2017_Syringe%20Distribution%20Laws_Essential%20Information.pdf ] 请检查|url=值 (帮助) (PDF). Policy Surveillance Program. July 2017  [31 May 2021].[]
47. ↑  . History of Pharmacy. Washington State University College of Pharmacy.   [2010-01-22]. （原始内容存档于August 18, 2009）.
48. ↑  . M-w.com. 2007-04-25  [2014-01-02]. （原始内容存档于2021-05-06）.
49. ↑  Anderson, Stuart. . Pharmaceutical Press. 26 March 2018  [26 March 2018]. ISBN 9780853695974. （原始内容存档于2021-07-09） –Google Books.
50. 1 2  Potter, Samuel O.L. .  sixth. P. BLAKISTON'S SON. 1902  [2021-07-14]. （原始内容存档于2008-10-07）.
51. ↑   (PDF) https://web.archive.org/web/20040602083443/http://www.vnh.org/HospitalCorpsman14295/14295_ch6.pdf. 2 June 2004  [26 March 2018]. （原始内容 (PDF)存档于2 June 2004）. 缺少或|title=为空 (帮助)
52. ↑  . LoveToKnow Free Online Encyclopedia. 2006-02-15  [2010-01-22].
53. ↑  . M-w.com. 2007-04-25  [2014-01-02]. （原始内容存档于2021-07-11）.
54. ↑  .   [2021-07-14]. （原始内容存档于2018-12-16）.
55. ↑  Zoutman, D. E.; Ford, B. D.; Bassili, A. R. . Canadian Medical Association Journal. 2000, 163 (9): 1146–8. PMC 80247 . PMID 11079059.
56. ↑  Zwarenstein, Merrick F.; Dainty, Katie N.; Quan, Sherman; Kiss, Alex; Adhikari, Neill KJ. . Trials. 2007, 8: 28. PMC 2092426 . PMID 17915028. doi:10.1186/1745-6215-8-28.
57. ↑  Kennedy, Amanda G.; Littenberg, Benjamin. . The Joint Commission Journal on Quality and Safety. 2004, 30 (9): 480–7. PMID 15469125. doi:10.1016/S1549-3741(04)30056-0.

## 進一步閱讀
- Bennett, Reginald Robert, , J. & A. Churchill, 1906  [2021-07-14], （原始内容存档于2021-07-25）. Public domain; free ebook at Google Books. Subtitle: A Guide to the Grammatical Construction and Translation of Physicians' Prescriptions, Including Extensive Vocabularies and an Appendix Upon Foreign Prescriptions.